# Bibi-Heybat
Bibi-Eybat (Bibiheybət) est une municipalité située près de Bakou en Azerbaïdjan, au bord de la mer Caspienne.
Elle est connue en particulier pour sa mosquée.
C'est à Bibi-Heybat qu'a été foré le premier puits de pétrole de la région en 1846

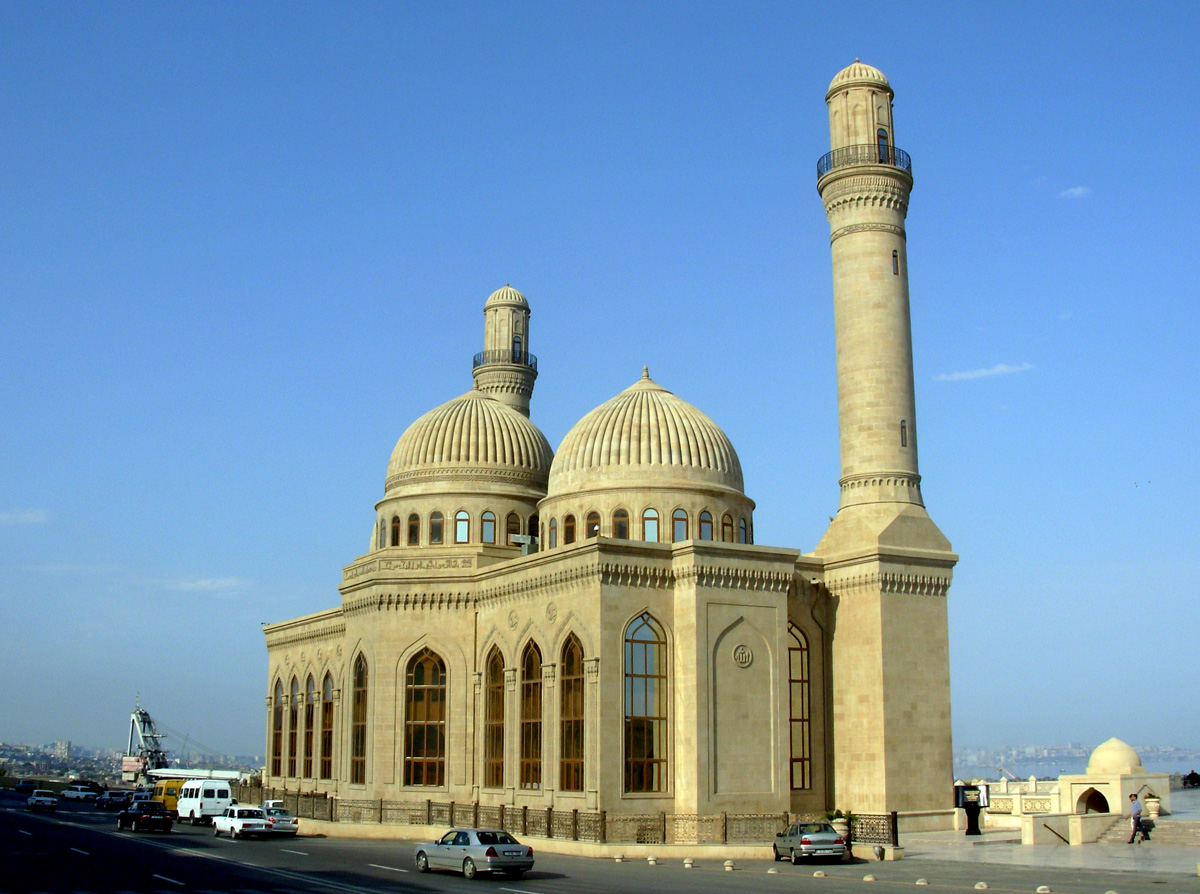
Mosquée de Bibi-Heybat.
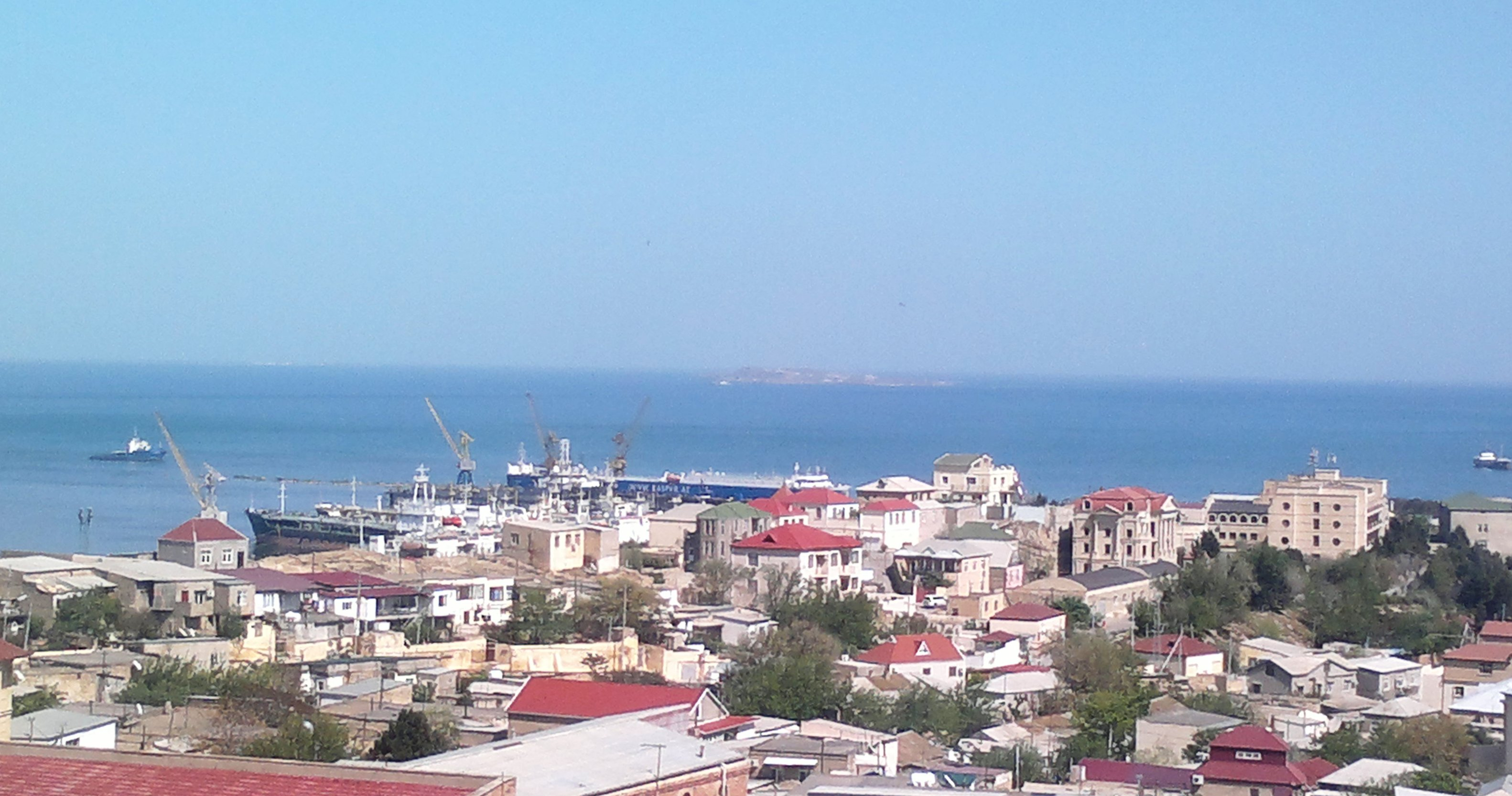
Panorama de Bibi-Heybat.
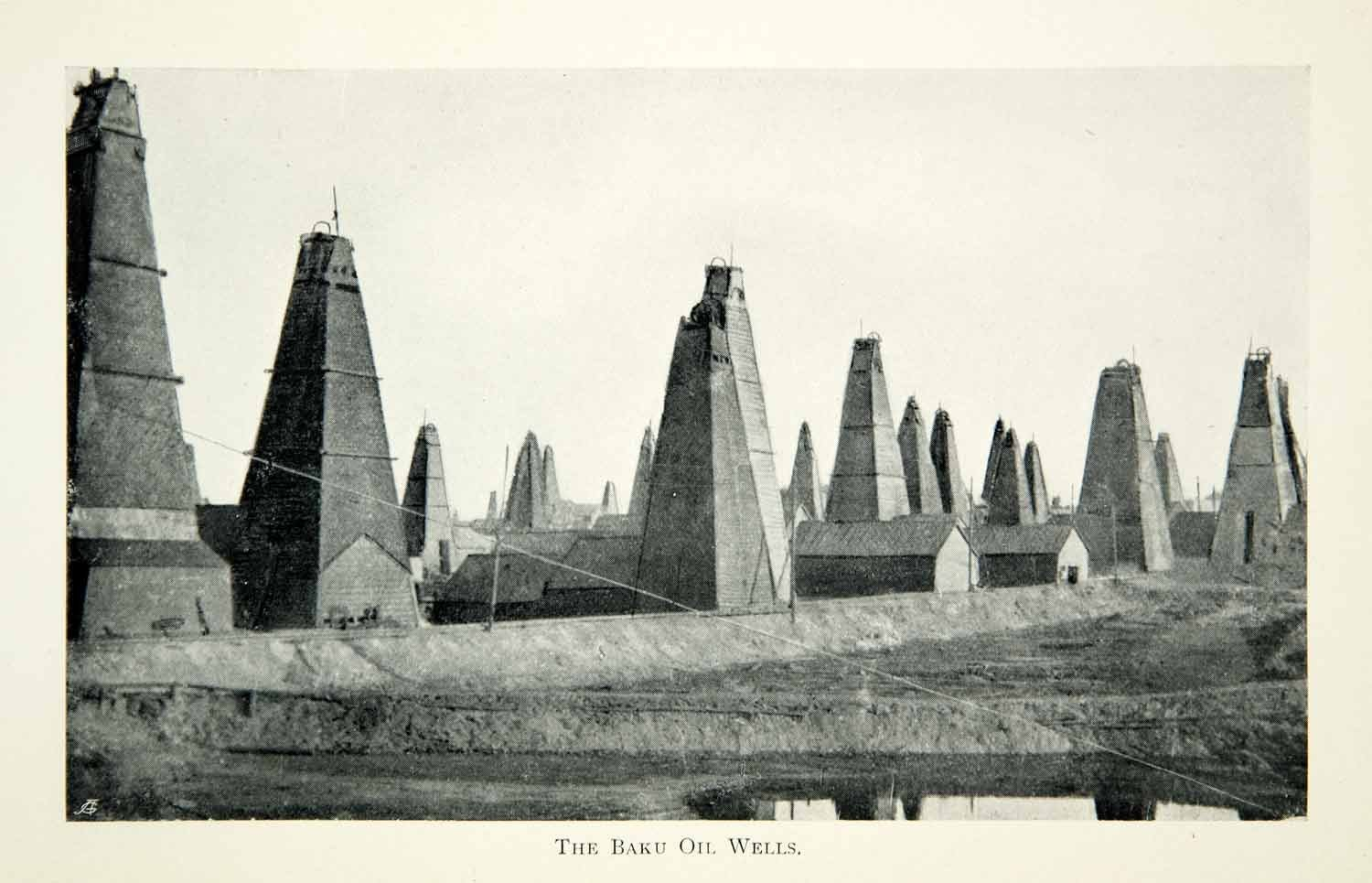
Puits de pétrole à Bibi-Heybat (1903).